# イール (潜水艦)

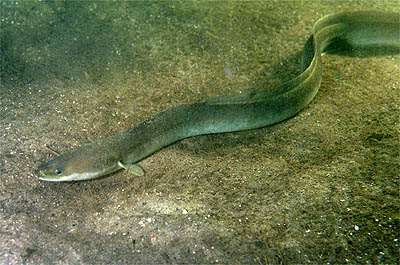
ヨーロッパウナギ（European eel）

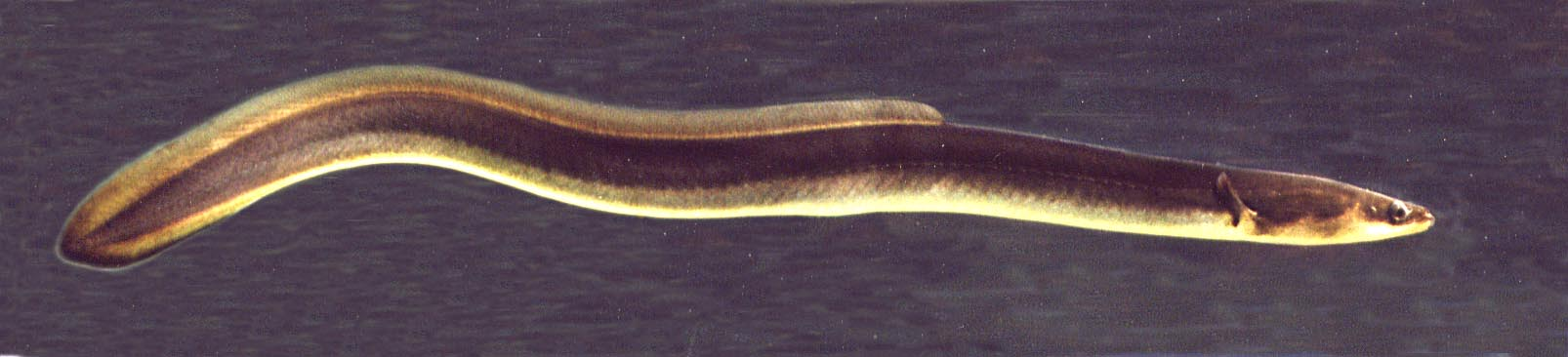
アメリカウナギ（American eel）

イール (USS Eel, SS-354) は、アメリカ海軍の潜水艦。バラオ級潜水艦の一隻。
艦名はウナギ目の総称に因目の総称に因み、ウミヘビ・アナゴ・ウツボの一部を含む。
イールの建造は1944年10月23日に取り消された。 